# Cyrtonyx montezumae
La quaglia di Montezuma (Cyrtonyx montezumae (Vigors, 1830)), è un uccello della famiglia Odontophoridae che vive prevalentemente in Messico.

## Descrizione
Questa specie di colino è piuttosto piccola: in genere, le dimensioni medie si apprestano ai 22 cm di lunghezza. É caratterizzata da una cresta più grande ed evidente rispetto alle altre specie di quaglie del Nuovo mondo, la cresta è pesante e si dirama dal becco fino alla nuca ed è presente in entrambi i sessi: nel maschio è color sabbia sulla sommità e bianco e nero nella regione oculare mentre nelle femmine è meno vivace. Quando l'animale di acquatta, la cresta si abbassa e copre il disegno bianco e nero. Il resto del piumaggio è prevalentemente nero-bruno con delle macchie bianche sui fianchi e sul petto, sia sui maschi che sulle femmine (la femmina tende ad avere un piumaggio più nero) oltre che ad un piumaggio nero sulle parti ventrali. Inoltre possiedono un corto becco ricurvo verso il basso e piuttosto tozzo e delle forti zampe, adatte a scavare il terreno.

## Biologia

### Alimentazione
Si nutre di semi e di insetti, che scova nel terreno scavando con le zampe, talvolta s'imbatte in tuberi e bulbi e non disdegna nemmeno quelli nella sua dieta.

### Comportamento e riproduzione
Come già accennato, il colino di Montezuma ha abitudini terricole: tende a nascondersi tra le erbe quando si sente in pericolo e si nutre di ciò che gli offre il terreno. Gli uccelli nidificano in coppia nella tarda estate e si riuniscono in stormi dopo la riproduzione. Il nido viene costruito in una depressione nel terreno, foderata di erba e posta tra la vegetazione, abbastanza riparato.

## Distribuzione e habitat
La sua distribuzione va dagli Stati Uniti sud occidentali (Nuovo Messico, Arizona) fino al Messico meridionale.  È possibile incontrarlo nelle zone montane fino in pianura, purché il clima sia abbastanza arido e secco; predilige infatti gli ambienti boschivi aperti o arbustivi secchi (boschi aperti di Conifere, Querceti) fino ai pascoli e alle praterie.

## Tassonomia
Questa specie è suddivisa in quattro sottospecie:
- Cyrtonyx montezumae mearnsi Nelson, 1900
- Cyrtonyx montezumae montezumae (Vigors, 1830)
- Cyrtonyx montezumae rowleyi Phillips, AR, 1966
- Cyrtonyx montezumae sallei J.Verreaux, 1859

La quaglia di Montezuma è molto simile alla quaglia ocellata e in passato erano considerate un'unica specie.